# Miasteczko Wayward Pines
Miasteczko Wayward Pines (ang. Wayward Pines, 2015) – dramatyczny serial telewizyjny produkcji amerykańskiej stworzony przez Chada Hodge’a i M. Nighta Shyamalana oraz zrealizowany przez FX Productions. Fabułę serialu oparto na  trylogii Wayward Pines autorstwa Blake’a Croucha.
Premiera serialu odbyła się w Stanach Zjednoczonych 14 maja 2015 na amerykańskiej stacji FOX. W Polsce serial zadebiutował tego samego dnia na polskim kanale FOX i był emitowany  w tym samym czasie co w USA.
Emisja serialu miała zakończyć się po pierwszym sezonie, jednak 10 grudnia 2015 nieoczekiwanie stacja FOX zamówiła 2 sezon, którego premiera odbyła się 25 maja 2016.
3 listopada 2017 roku, stacja FOX ogłosiła zakończenie produkcji serialu po dwóch sezonach.

## Fabuła
Serial opisuje historię Ethana Burke’a (Matt Dillon) – amerykańskiego tajnego agenta, który udaje się do miasteczka o nazwie Wayward Pines, w Idaho, w poszukiwaniu dwóch zaginionych agentów federalnych. Po drodze ulega wypadkowi samochodowemu i budzi się w tytułowym miasteczku bez dokumentów, telefonu i żadnych rzeczy osobistych. Ranny trafia do miejscowego szpitala, gdzie zostaje poinformowany o rzekomym urazie mózgu i możliwych halucynacjach. Zaniepokojony podejrzanym zachowaniem pielęgniarki i lekarza ucieka ze szpitala. Miasteczko wydaje się idyllicznym miejscem zamieszkałym przez szczęśliwych ludzi, jednak żyją oni w ciągłym strachu, a każdy ich krok jest monitorowany. Jedną z zasad mieszkańców jest zakaz rozmów o przeszłości. Żadne próby nawiązania połączenia ze światem zewnętrznym nie dochodzą do skutku.

## Obsada

### Główni
- Matt Dillon – agent Ethan Burke (sezon 1)
- Carla Gugino – Kate Hewson[7]
- Toby Jones – doktor Jenkins[7]
- Shannyn Sossamon – Theresa Burke, żona Ethana[7]
- Reed Diamond – Harold Ballinger (sezon 1)
- Tim Griffin – Adam Hassler, szef Ethana[7]
- Charlie Tahan – Ben Burke, syn Ethana i Theresy[7]
- Juliette Lewis – Beverly(sezon 1)
- Melissa Leo – pielęgniarka Pam[7]
- Terrence Howard – szeryf Arnold Pope[7]
- Jason Patric – dr Theo Yedlin(sezon 2)[8]
- Djimon Hounsou – CJ Mitchum(sezon 2)[9]
- Nimrat Kaur - Rebecca Yedlin, żona Theo(sezon 2)[10]
- Kacey Rohl – Kerry Campbell(sezon 2)[10]
- Josh Helman Xander(sezon 2)[11]
- Hope Davis – Megan Fisher
- Tom Stevens – Jason Higgins

### Pozostali
- Siobhan Fallon Hogan – Arlene Moran(sezon 1)
- Sarah Jeffery – Amy, przyjaciółka Bena(sezon 1)
- Greta Lee – Ruby Davis
- Justin Kirk –  Peter McCall(sezon 1)
- Barclay Hope – Brad Fisher
- Mike McShane –  Big Bill(sezon 1)
- Melissa Leo (sezon 2)[12]
- Carla Gugino (sezon 2)[12]

## Odcinki
| Sezon | Sezon | Odcinki | Oryginalna emisja | Oryginalna emisja | Oryginalna emisja | Oryginalna emisja    | Oryginalna emisja |
| Sezon | Sezon | Odcinki | Premiera sezonu   | Finał sezonu      | Premiera sezonu   | Finał sezonu         |                   |
| ----- | ----- | ------- | ----------------- | ----------------- | ----------------- | -------------------- | ----------------- |
|       | 1     | 10      | 14 maja 2015      | 23 lipca 2015     | 14 maja 2015      | 23 lipca 2015        |                   |
|       | 2     | 10      | 25 maja 2016      | 27 lipca 2016     | 25 sierpnia 2016  | 22 października 2016 |                   |

## Produkcja

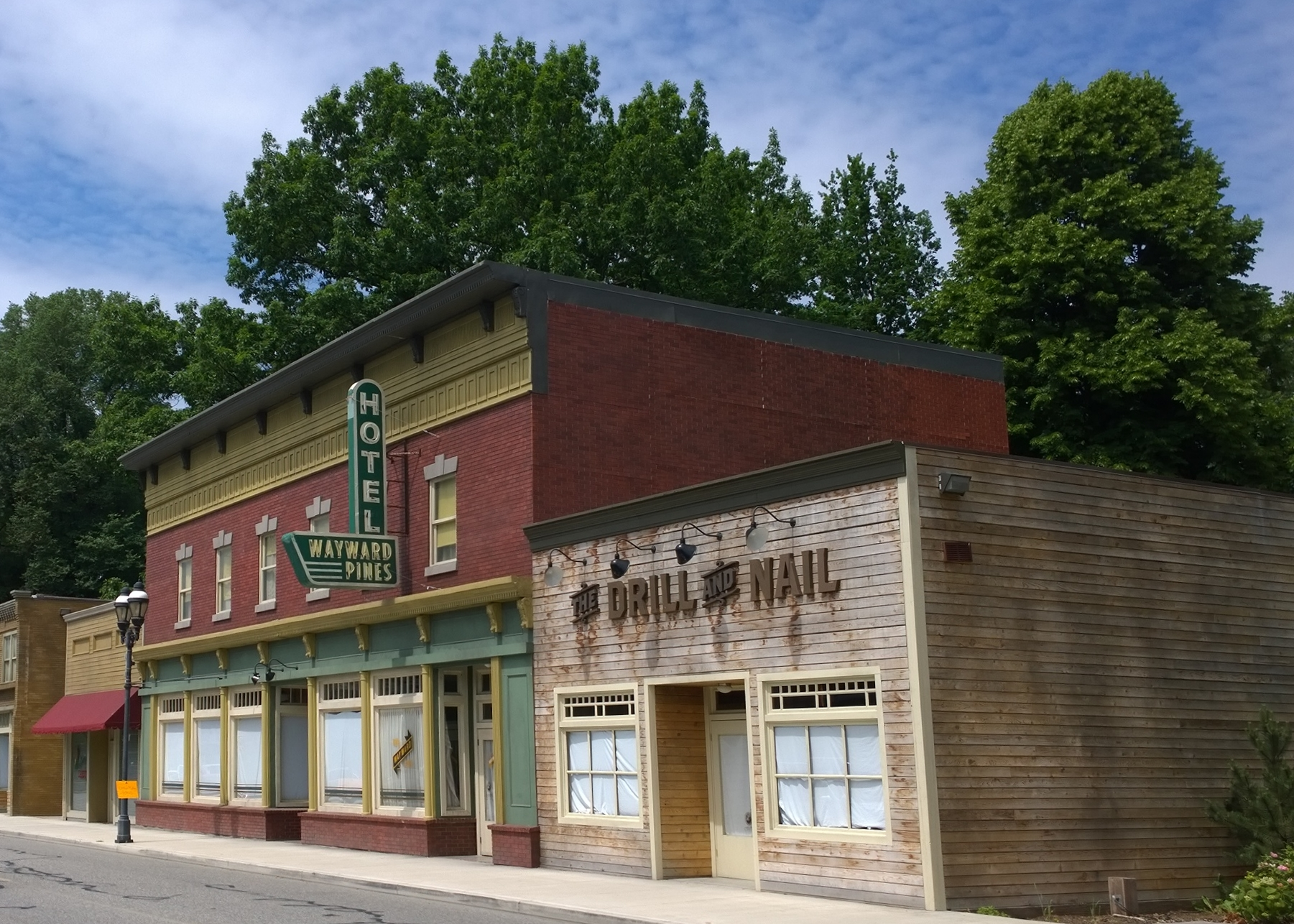
Miejsce kręcenia zdjęć w miejscowości Agassiz, Kolumbia Brytyjska

W maju 2013 stacja FOX otrzymała zamówienie na 10 odcinków pierwszego sezonu serialu. Dnia 12 maja 2014 stacja FOX ogłosiła, że serial będzie miał premierę w połowie sezonu telewizyjnego 2015. Zdjęcia do serialu były kręcone między sierpniem 2013 a lutym 2014 w Burnaby oraz Agassiz w Kolumbii Brytyjskiej.